# Championnats d'Europe de saut d'obstacles 2005
Navigation
Édition précédente Édition suivante
Les championnats d'Europe de saut d'obstacles 2005, vingt-huitième édition des championnats d'Europe de saut d'obstacles, ont eu lieu du 21 au 24 juillet 2005 au sein de la Comunità di San Patrignano, en Italie. L'épreuve individuelle est remportée par l'Allemand Marco Kutscher et la compétition par équipe par l'Allemagne.